# Religija na Solomonskim Otocima
Oko 92% stanovništva Solomonskih Otoka su pripadnici neke od kršćanskih crkava: anglikanci 35%; rimokatolici 19 %; Sjevernomorska evangelistička crkva 17 %; metodisti 11 %; i advenstisti 10 %. Računa se da oko 5 % stanovništva, pretežito oni koji pripadaju zajednici Kwaio s otoka Malaita, prakticira animističke religije. Religiozne skupine koje zajedno čine manje od 5 % stanovništva uključuju i muslimansku zajednicu Ahmadija. i druge muslimane, bahaiste, Jehovine svjedoke, Mormone, moonijevce ali i indijanske crkve koje su se otcjepile od vodećih kršćanskih denominacija.
Kršćanstvo su na otok u 19. i početkom 20. stoljeća na otok donijeli misionari nekoliko zapadnih denominacija. Neki strani misionari nastavljaju i danas s radom u zemlji. Osim rimokatoličkiog svećenstva od kojih je oko 45 % stranaca, kod drugih već uspostavljenih crkava skoro sveukupno svećenstvo je domaćeg podrijetla.
Ustav garantira slobodu vjeroispovjesti a vlada uglavnom poštuje ovo pravo i u praksi.
| Rasprostranjenost religija na Salamonskim Otocima | Rasprostranjenost religija na Salamonskim Otocima | Rasprostranjenost religija na Salamonskim Otocima | Rasprostranjenost religija na Salamonskim Otocima | Rasprostranjenost religija na Salamonskim Otocima |
| ------------------------------------------------- | ------------------------------------------------- | ------------------------------------------------- | ------------------------------------------------- | ------------------------------------------------- |
| Reliigija                                         |                                                   |                                                   | Posto                                             |                                                   |
| Kršćanstvo                                        | Kršćanstvo                                        |                                                   | 92%                                               | 92%                                               |
| Budizam                                           | Budizam                                           |                                                   | 3%                                                | 3%                                                |
| Islam                                             | Islam                                             |                                                   | 0.07%                                             | 0.07%                                             |
| druge                                             | druge                                             |                                                   | 4.93%                                             | 4.93%                                             |
|                                                   |                                                   |                                                   |                                                   |                                                   |